# Abasiofilia

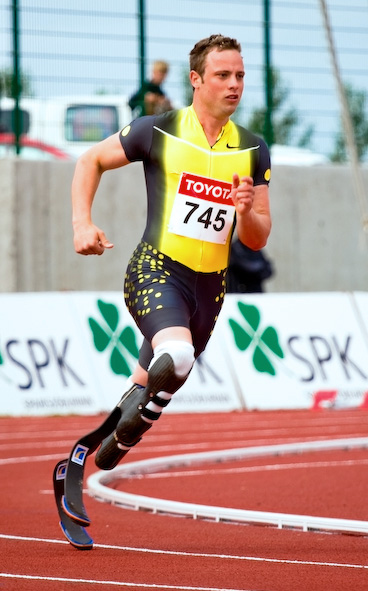
El atleta sudafricano Oscar Pistorius tiene dos piernas ortopédicas especialmente adaptadas para poder correr. Este tipo de prótesis suele ser motivo de excitación sexual para algunos individuos, dando origen al concepto parafílico de la abasiofilia.

La abasiofilia es una parafilia que consiste en la atracción sexual hacia dispositivos ortopédicos para poder caminar o sillas de ruedas
El término abasiofilia fue usado por primera vez por John Money, de la Universidad Johns Hopkins, en un paper suyo sobre parafilias publicado en 1990.

## En la cultura popular
La abasiofilia desempeña un papel prominente en la novela de Michael Connelly The Scarecrow (“El espantapájaros”, 2009), en la cual un asesino en serie es motivado por dicha parafilia.

## Nota y referencias
1. ↑  Butcher, Nancy (2003).  Avery, ed. The Strange Case of the Walking Corpse: A Chronicle of Medical Mysteries, Curious Remedies, and Bizarre but True Healing Folklore (“El extraño caso del cadáver andante: Una crónica de misterios médicos, remedios curiosos e historias populares extrañas pero verdaderas”). Nueva York. p. 132. ISBN 1-58333-160-3. OCLC 52107453.
2. ↑  Money, John (1990). «Paraphilia in Females. Fixation on Amputation and Lameness; Two Personal Accounts (“Parafilia en mujeres. Fijación [sexual] en amputación y renguera; dos relatos personales”)». Journal of Psychology and Human Sexuality 3 (2): 165-172.
3. ↑  Milner, JS; Dopke, CA (2008). «Paraphilia Not Otherwise Specified: Psychopathology and theory (“Abasiofilia no especificada de otro modo: Psicopatología y teoría”)».  En The Guilford Press, ed. Sexual Deviance: Theory, Assessment, and Treatment (“Desvíos sexuales: Teoría, evaluación y tratamiento”) (Segunda edición). Nueva York. pp. 384–418. ISBN 1-59385-605-9.
4. ↑  Connelly, Michael (2009).  Little, Brown and Company, ed. The Scarecrow (“El espantapájaros”). Nueva York. pp. 419. ISBN 978-0-316-16630-0.